# Lieto di Nepte
Lieto (... – Cartagine, 24 settembre 484) è stato vescovo di Nepte, venerato come martire dalla Chiesa cattolica.

## Dati storici e culto
Lieto, indicato come Laetus Neptitanus, figura al 14º posto nella lista dei vescovi della provincia della Bizacena convocati a Cartagine dal re vandalo Unerico nel 484, in vista di una conferenza, voluta dal re, tra vescovi cattolici e vescovi ariani, da celebrarsi il 1º febbraio.
Secondo Vittore di Vita e Vittore di Tunnuna, per stroncare ogni resistenza dei vescovi cattolici, prima della conferenza Unerico fece arrestare Laetus Neptensis, che fu messo al rogo il 24 settembre, presumibilmente nello stesso anno 484.
La Historia Gothorum di Isidoro di Siviglia racconta che Lieto apparve in sogno all'imperatore Giustiniano I per sollecitarlo ad invadere l'Africa e sconfiggere i Vandali.
Il Martirologio Romano fa memoria del santo il 6 settembre, assieme ad altri vescovi africani che, durante la stessa persecuzione, furono percossi per la loro fede e mandati in esilio. San Lieto è ricordato con queste parole: